# Colonie du Sénégal
1626–1758
1779–1809
1817–1946
Entités précédentes :
- Royaume du Waalo
- Royaume du Cayor
- Royaume de Galam
- Royaume du Baol
- Royaume du Djolof
- Royaume du Fouta-Toro
- Royaume du Boundou
- Royaume de Niani

Entités suivantes :
- Territoire du Sénégal

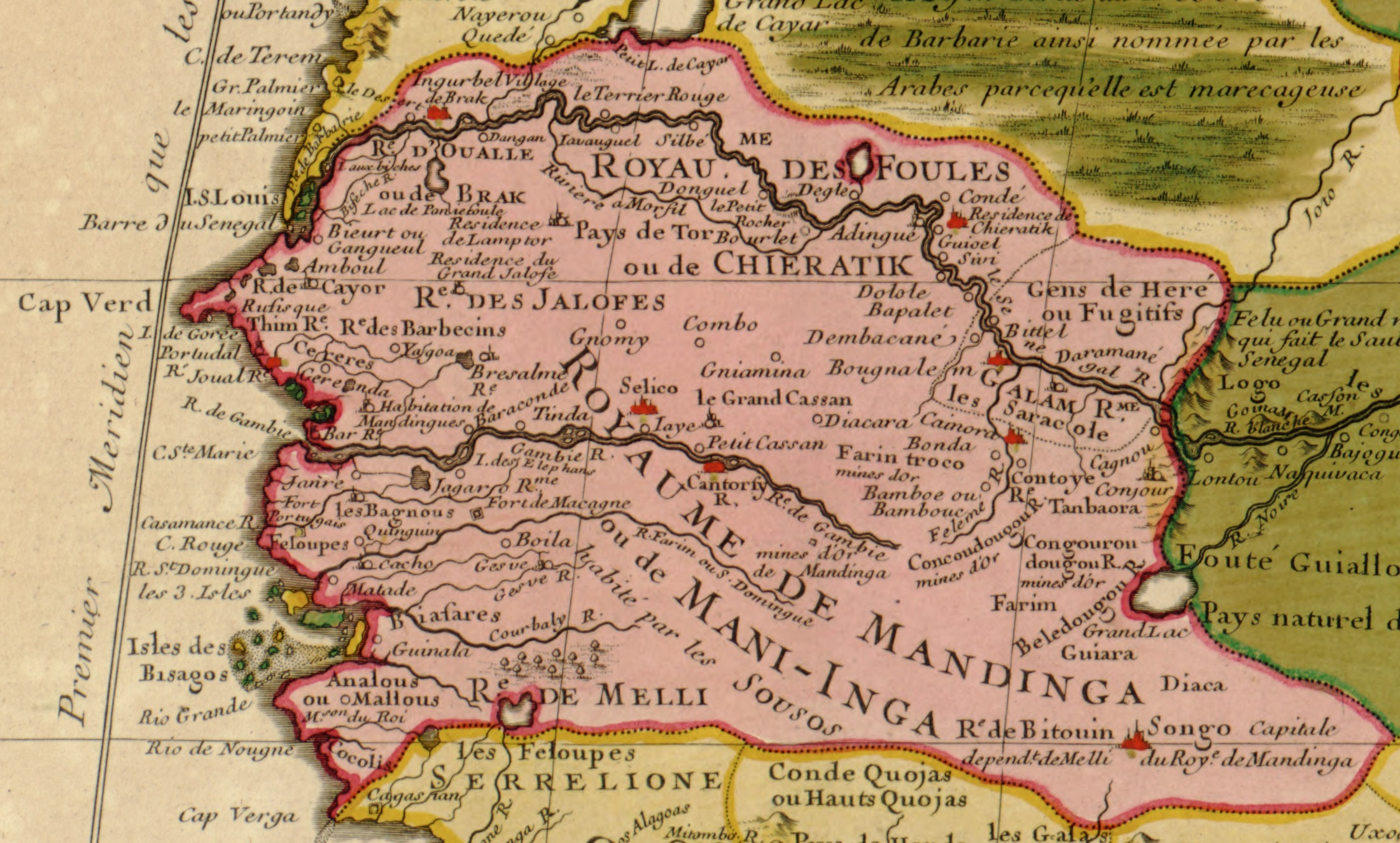
Sénégambie, 1707

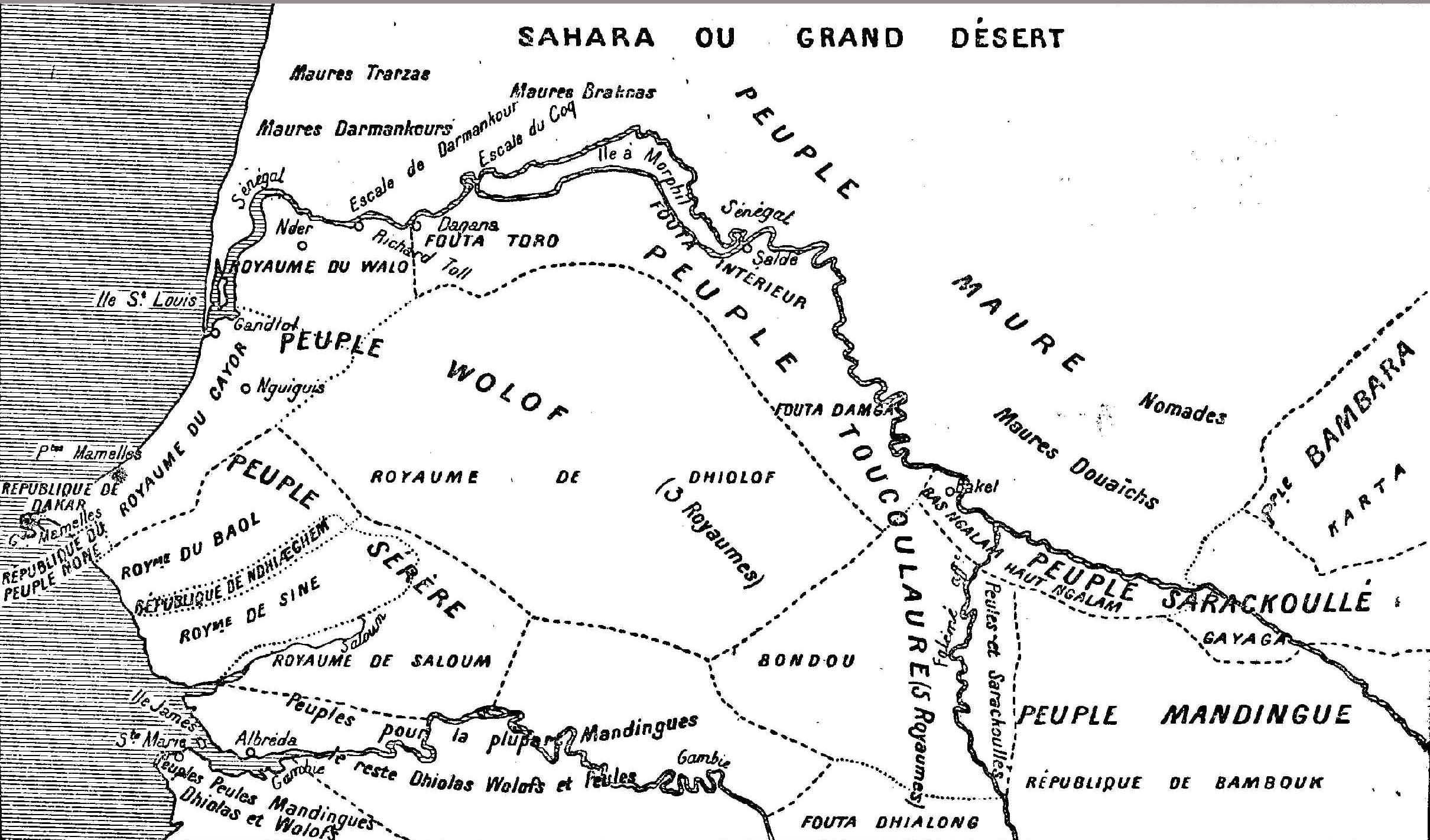
Ethnies du Sénégal, 1853

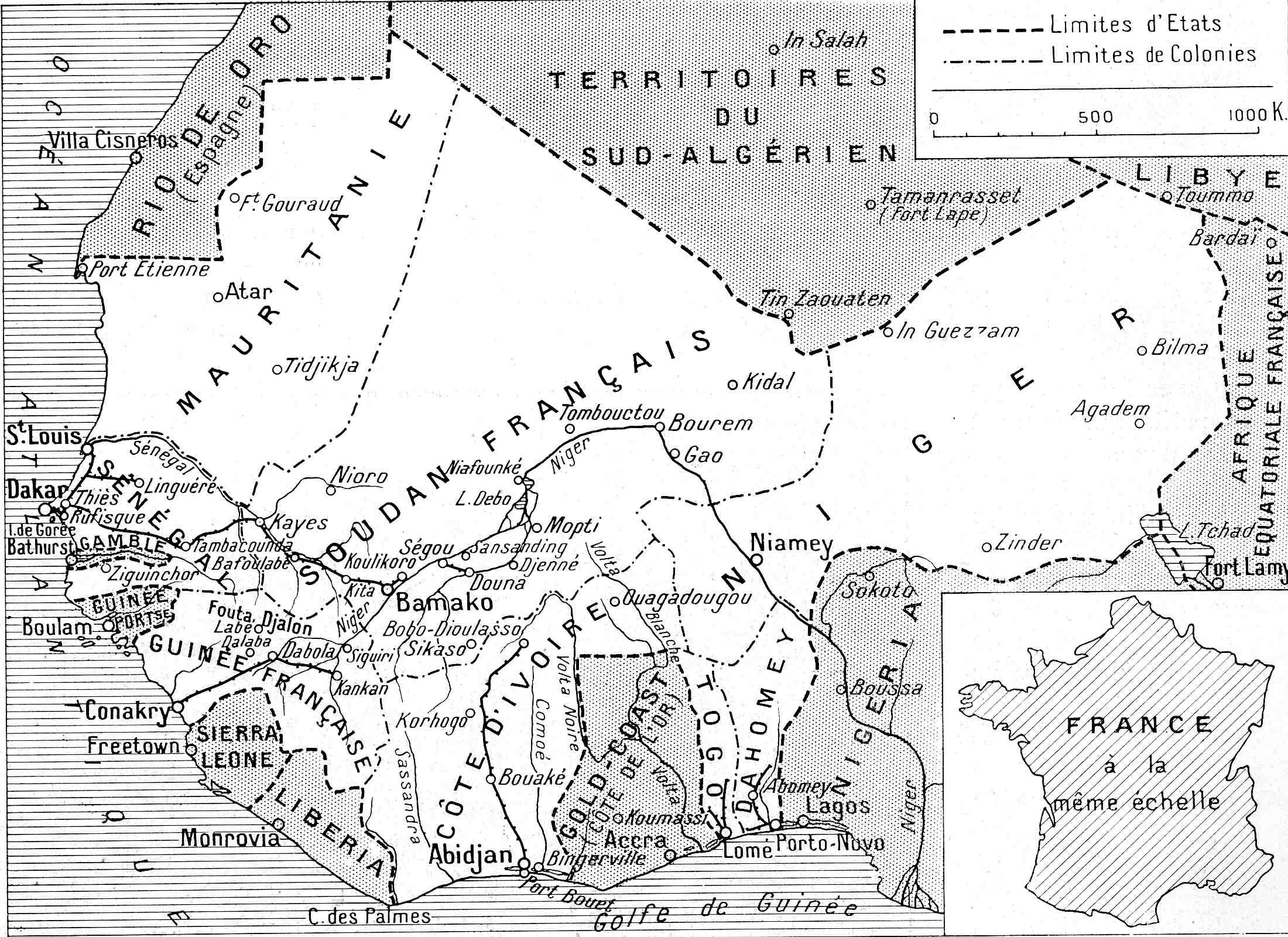
AOF, 1936

La Colonie du Sénégal désigne l'entité territoriale française établie à partir de l'embouchure du fleuve Sénégal en 1626 par la Compagnie normande de Rouen. Correspondant initialement à l'île de Saint Louis ou « Île du Sénégal », ce nom sera étendu à l'ensemble du Sénégal actuel après les annexions qui font suite à la conférence de Berlin. Elle est considérée comme la plus ancienne des colonies africaines de la France, et c’est à partir du Sénégal que la France va coloniser l’Afrique de l’Ouest qui deviendra l’Afrique-Occidentale française (AOF).
Dans les années 1870-1880, la France érige en communes de plein exercice quatre villes sénégalaises, qui deviennent les Quatre communes, modèle de l’assimilation coloniale française.
À la fin du XIXe siècle, elle devient une colonie de l'AOF. Elle succède notamment aux royaumes précoloniaux et deviendra le Territoire du Sénégal membre de l'Union française en 1946.

## Historique

### Fondation des comptoirs coloniaux
En 1624, des marchands dieppois et rouennais fondent la Compagnie normande, chargée de l'exploitation des territoires de ce qui deviendra les pays du Sénégal et de la Gambie. En 1634, celle-ci devient la Compagnie du Cap-Vert et obtient le monopole de la traite des esclaves. En 1659, le comptoir de Saint-Louis est fondée, sur une île auparavant inhabitée.

Plan du fort fort Saint-Louis en 1702.

En 1664, ces postes de traite négrière sont cédés à la Compagnie des Indes occidentales, créée par Colbert.
En 1677, pendant la guerre de Hollande, l'escadre commandée par l'amiral d'Estrées détruit les forts hollandais établis sur l'île de Gorée. Jean du Casse, capitaine de vaisseau de Dieppe commandant la flûte La Baleine en profite pour étendre la domination française sur la côte du Sénégal en établissant des comptoirs à Rufisque, Portudal et Joal, en réprimant les révoltes des rois africains entretenues par les Hollandais, ce qui permet de créer la première colonie française au Sénégal. Jean du Casse s'empare et fait raser le fort hollandais d'Arguin en 1678, avant la signature du traité de Nimègue. Pendant cette campagne, Du Casse pénètre assez profondément dans le fleuve Gambie en octobre 1678. En 1679, la Compagnie du Sénégal, ayant obtenu en 1679 le droit de commercer entre le Cap Blanc et la Gambie, installe un comptoir à l'embouchure du fleuve, à Albreda. L'île de Gorée sert ensuite de base pour la traite des esclaves,.
En 1758, les Britanniques chassent les Français du Sénégal. La France accepte la conquête anglaise à la suite des traités de Paris du 10 février 1763, où les possessions françaises furent réduites aux Antilles et à Saint-Pierre-et-Miquelon en Amérique, et à l’île de Gorée en Afrique. La France consent à cette réduction énorme de ses établissements africains car elle réussie à conserver l’île de Gorée. Forcé de faire des sacrifices pendant les négociations de paix avec le Royaume-uni, le gouvernement français juge que le Sénégal n’est pas indispensable. Mais derrière les négociations, la France prépare déjà la reconquête du Sénégal. Les Français se rétablissent à Saint-Louis en 1779. À nouveau repris par les Britanniques en 1809, le Sénégal est restitué à la France en 1814.
Un décret du 1er novembre 1854 instaure la colonie de Gorée et dépendances, colonie distincte de celle du Sénégal. Elle comprend, outre l'île de Gorée, les comptoirs des Rivières du Sud, de la Côte de l'Or et du Gabon. Il est décidé de rattacher Gorée au Sénégal en 1859.

### Extension de la colonisation et assimilation

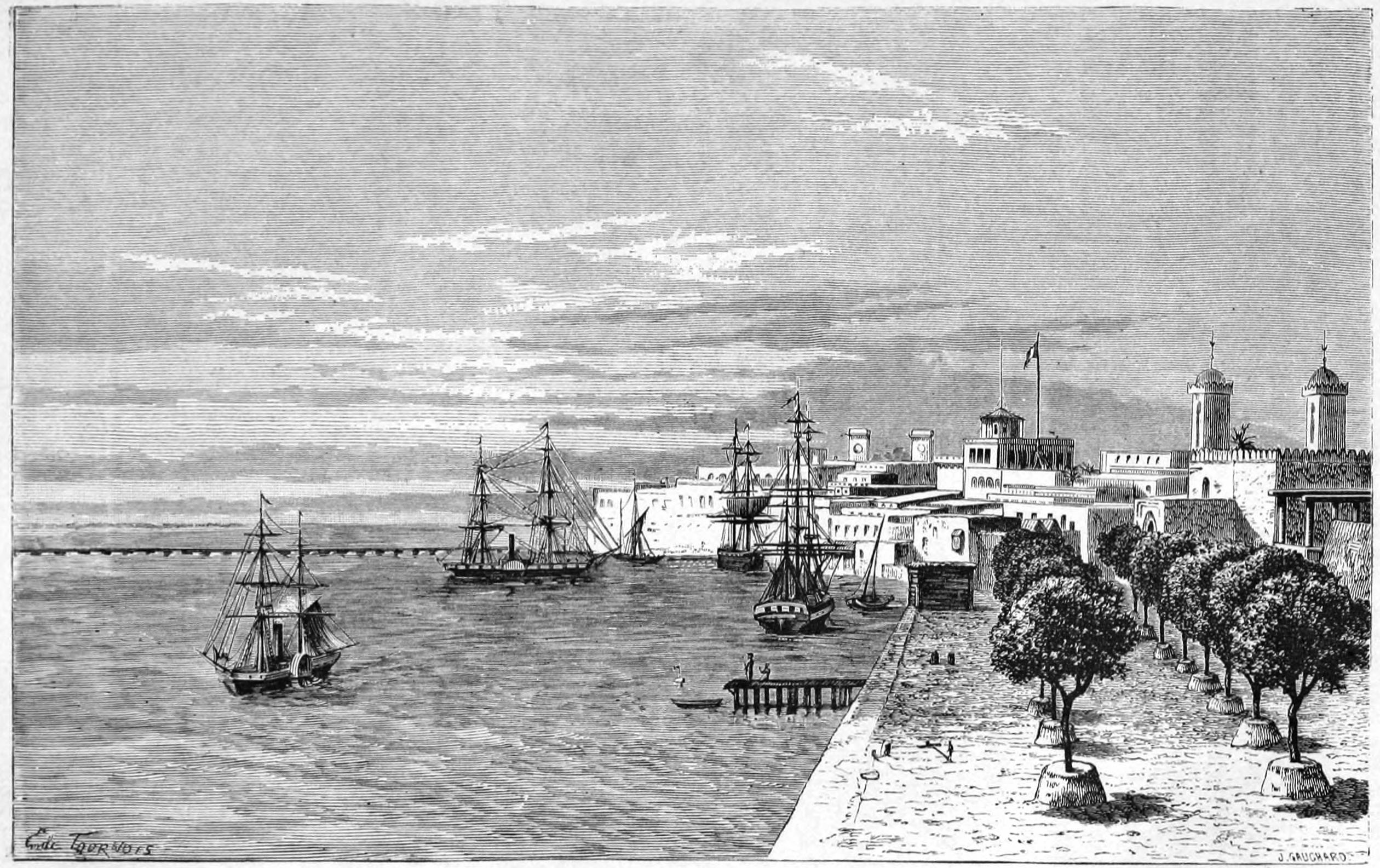
Saint-Louis du Sénégal en 1868.

Dans les années 1870-1880 sont créées les Quatre communes : quatre villes du Sénégal reçoivent le statut de commune de plein exercice. Il s’agit de Saint Louis et Gorée en 1872, Rufsique en 1880 et Dakar 1887. Les habitants se voient octroyer plus de droits, dans un effort d’assimilation par la France.
De 1850 à 1890, de nouveaux territoires sont annexés : Oualo, Sine, Saloum, Casamance, Cayor et Djolof. En 1890, la colonie atteint pratiquement ses frontières définitives.
En 1895, le Sénégal constitue avec d’autres colonies l’Afrique-Occidentale française. Il reste une colonie jusqu’en 1946, date à laquelle il change de statut pour devenir territoire d’outre-mer sous le nom de territoire du Sénégal.

### Accession à l'indépendance
En 1958, le Sénégal devient une république autonome au sein de la Communauté française. En avril 1959, il devient membre de la Fédération du Mali qui accède à l'indépendance en juin 1960. 
Le Sénégal fait sécession en août 1960 pour devenir l'actuelle République du Sénégal.

## Subdivisions

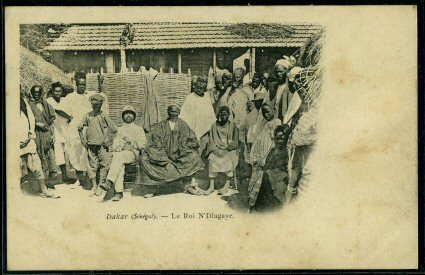
Le roi N'Diagaye à Dakar, dans les années 1900.

Au XIXe siècle, l'extension coloniale nécessite la création d'arrondissements dirigés par les officiers commandants de postes assistés de chefs indigènes, en 1859 la colonie compte trois arrondissements : Saint-Louis, Gorée et Bakel. En 1861, l'état de paix installé dans les possessions impose plus d'intermédiaires, l'organisation territoriale s'étend à sept arrondissements : Saint-Louis, Richard-Toll, Dagana, Podor, Bakel, Gorée et Sédhiou. La réforme de 1863 rétablit l'ancienne division en trois arrondissements, complétée par une subdivision en cercles.

## Villes principales

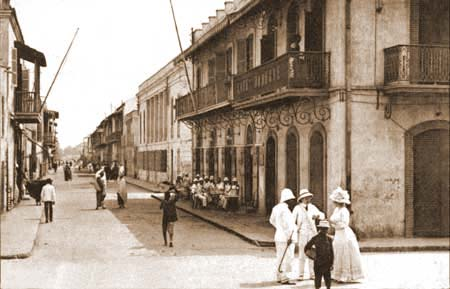
Saint Louis du Sénégal (1910).

Lors du recensement de 1936 en AOF, les principales villes de la Colonie sont :
- Dakar : 92 634 habitants
- Kaolack : 40 000 habitants
- Saint-Louis : 33 000 habitants
- Rufisque : 20 000 habitants
- Thiès : 16 000 habitants
- Diourbel : 16 000 habitants